# 1人の女と4人の男
| 専門評論家によるレビュー | 専門評論家によるレビュー |
| レビュー・スコア         | レビュー・スコア         |
| 出典                     | 評価                     |
| ------------------------ | ------------------------ |
| Allmusic                 | [ 1 ]                    |

『1人の女と4人の男』（仏: 1 fille & 4 types、英: 1 Girl & 4 Guys）は、2003年10月13日に発売されたセリーヌ・ディオンのフランス語アルバム。通算31枚目、フランス語盤では21枚目のアルバム。

## アルバム概要
このアルバムの制作においてはセリーヌ・ディオンはフランスの売れっ子作詞・作曲家3人と、1人の芸術監督に囲まれていた。彼ら（ジャック・ヴェネルーゾ、エリック・ベンジ、Gildas Arzel、ジャン=ジャック・ゴールドマン）全員がアルバム全体を通してディオンのバックコーラスを担当し、ゴールドマン主導のもとベンジによってプロデュースされた。
収録曲のうち「あなたは泳ぐ」、「私を引き止めて」、「何も本当に終わらない」の3曲はそれぞれアングン（2000年）、ナネット・ウォークマン（1996年）、Leyla Doriane（2000年）のカバー曲である。
通常盤に加えてフランスでは、通常盤CDに50ページのコレクターズブックが付いたものと、通常盤CDに「男たちの金すべて」のメイキング映像を収録したDVDが付いたものの2つの限定盤が発売された。
2003年10月1日、ディオンはこのアルバムのプロモーションのため、自身のライブショー『A New Day...』を公演しているシーザーズ・パレス（ネバダ州ラスベガス）で『1人の女と4人の男』テレビスペシャルに出演した。

## 収録曲
| #   | タイトル                      | 作詞・作曲                                 | 時間 |
| --- | ----------------------------- | ------------------------------------------ | ---- |
| 1.  | 「男たちの金すべて」          | ジャック・ヴェネルーゾ                     | 2:58 |
| 2.  | 「私に教えて」                | エリック・ベンジ                           | 4:45 |
| 3.  | 「天使の飛行」                | ヴェネルーゾ                               | 3:39 |
| 4.  | 「動かないで」                | Gildas Arzel                               | 4:25 |
| 5.  | 「あなたは泳ぐ」              | ベンジ                                     | 3:11 |
| 6.  | 「あなたをまだ愛している」    | ジャン=ジャック・ゴールドマン、J・ケプラー | 3:26 |
| 7.  | 「私を引き止めて」            | ベンジ                                     | 4:03 |
| 8.  | 「私は彼に言うでしょう」      | ゴールドマン                               | 3:57 |
| 9.  | 「私の男」                    | ベンジ                                     | 3:20 |
| 10. | 「何も本当に終わらない」      | ヴェネルーゾ                               | 3:50 |
| 11. | 「自然に反する」              | ヴェネルーゾ                               | 4:10 |
| 12. | 「何千ものキス」              | ゴールドマン                               | 3:47 |
| 13. | 「Valse adieu」(隠しトラック) | ケプラー                                   | 1:19 |

| #  | タイトル                           | 作詞 | 作曲・編曲 |
| -- | ---------------------------------- | ---- | ---------- |
| 1. | 「『男たちの金すべて』メイキング」 |      |            |

## チャート・認定
| チャート                                      | 最高位 |
| --------------------------------------------- | ------ |
| オーストリア・アルバムチャート                | 27     |
| ベルギー フランデレン地域圏・アルバムチャート | 9      |
| ベルギー ワロン地域圏・アルバムチャート       | 1      |
| カナダ・アルバムチャート                      | 1      |
| オランダ・アルバムチャート                    | 30     |
| ヨーロッパ・アルバムチャート                  | 9      |
| フィンランド・アルバムチャート                | 9      |
| フランス・アルバムチャート                    | 1      |
| ドイツ・アルバムチャート                      | 26     |
| ギリシャ・アルバムチャート                    | 1      |
| ハンガリー・アルバムチャート                  | 63     |
| イタリア・アルバムチャート                    | 52     |
| ポーランド・アルバムチャート                  | 7      |
| スウェーデン・アルバムチャート                | 22     |
| スイス・アルバムチャート                      | 2      |

| 国           | 認定       |
| ------------ | ---------- |
| ベルギー     | プラチナ   |
| フィンランド | ゴールド   |
| フランス     | 2xプラチナ |
| スイス       | プラチナ   |

## 発売日
| 地域           | 日付           | レーベル                         | 規格   | 品番     |
| -------------- | -------------- | -------------------------------- | ------ | -------- |
| ヨーロッパ     | 2003年10月13日 | ソニー・ミュージック、コロムビア | CD     | 5134812  |
| ヨーロッパ     | 2003年10月13日 | ソニー・ミュージック、コロムビア | CD/DVD | 5134815  |
| カナダ         | 2003年10月14日 | ソニー・ミュージック、コロムビア | CD     | 90755    |
| 韓国           | 2003年10月24日 | ソニー・ミュージック、コロムビア | CD     | CPK-3013 |
| アメリカ       | 2003年11月11日 | エピック                         | CD     | 90755    |
| オーストラリア | 2003年11月14日 | ソニー・ミュージック、エピック   | CD     | 5134812  |
| 日本           | 2003年12月17日 | ソニー・ミュージック、エピック   | CD     | EICP-321 |